# Hendrik Schoukens
Hendrik Schoukens (Brussel, 1982) is een Belgisch advocaat, onderzoeker, auteur en politicus. 

## Biografie
Hendrik Schoukens studeerde van 2000 aan de KUL licentiaat in de rechten die hij behaalde in 2005. Aan de Universiteit van Gent behaalde hij de master in het milieurecht in 2007 en een master complémentaire en droit de l'environnement Université Catholique de Louvain.
Sinds 2006 is hij als advocaat aan de balie van Gent en verbonden aan een advocatenkantoor dat zich specialiseert in omgeving en milieurecht.
Sinds 2012 is verbonden aan de vakgroep Publiekrecht van de Universiteit Gent als doctoraatsassistent alwaar hij onderzoek doet naar de wettelijke kant van habitatherstel.
Van 2019 tot 2024 was hij ook schepen voor Groen in Lennik.

## Selectie publicaties
Naast meer dan 50 wetenschappelijke publicaties was Schoukens ook auteur of bijdrager aan een 20-tal boeken. 
- 2011 - Handboek Natuurbehoudsrecht, het eerste handboek over natuurbehoudsrecht in Vlaanderen (coauteur met Peter De Smedt en Karin De Roo), Kluwer Uitgeverij[6]
- 2014 - The Habitats Directive in its EU Environmental Law Context (Taylor & Francis Ltd), Europees standaardwerk omtrent de EU Habitatrichtlijn.
- 2016 - Handboek MilieuEffectRapportagerecht (Die Keure), handboek over milieueffectrapportage in Vlaanderen.[7]

- Gemeinsame Normdatei: 1073273369
- International Standard Name Identifier: 0000 0003 9379 1042
- Library of Congress Control Number: no2015029198
- Nederlandse Thesaurus van Auteursnamen: 341021180
- Système universitaire de documentation: 185534481
- Virtual International Authority File: 288154910
- WorldCat: E39PBJhH7JjVFHYmv6KQ4YDpfq